# Sahu
Sahu, hoặc Sah (tiếng Ai Cập: Sꜣḥ), là vị thần hiện thân của chòm sao Lạp Hộ hoặc sao Lão Nhân trong tôn giáo Ai Cập cổ đại. Trong thần thoại, Sahu đôi khi được hợp nhất với Osiris, lãnh chúa cõi Duat.

## Thần thoại
Sahu thường được xem là chồng của nữ thần Sopdet, hiện thân của sao Thiên Lang, ngôi sao sáng nhất trên nền trời đêm. Con trai của hai người là Netjer-dwau, hiện thân của sao Mai, thiên thể sáng thứ ba trên bầu trời chỉ sau Mặt Trời và Mặt Trăng.
Trong Văn tự kim tự tháp (thời kỳ cuối Cổ Vương quốc), lời khấn văn thứ 366 có đề cập đến sự giao hợp giữa Osiris và Isis như sau:
Hỡi Osiris (...) Người chị/em gái của ngài, Isis, đã đến bên ngài, hân hoan vì tình yêu của ngài. Ngài đã đặt phu nhân lên dương vật mình, và tinh dịch từ ngài tuôn trào vào phu nhân – người đã sẵn sàng như Sopdet – và Horus-Sopdu đã sinh ra từ ngài, như thể Horus sống trong Sopdet.
Từ đó có thể thấy, ngay từ thời kỳ các vương triều đầu tiên, bộ ba Sopdet–Sahu–Netjer-dwau/Sopdu đã sánh ngang và được hợp nhất tương ứng với bộ ba Isis–Osiris–Horus. Khi Sopdet và Sahu hợp nhất với Isis và Osiris, cả hai thường được mô tả đứng trên hai con thuyền thiêng.
Sahu được mô tả có dạng một người đang sải bước và mọc trước Sopdet dựa trên các đồng hồ sao thời kỳ đầu Trung Vương quốc, do đó mà ông là hiện thân của chòm sao Lạp Hộ. Tuy nhiên trên Văn tự kim tự tháp, lời khấn văn thứ 216 cho thấy Sahu lại mọc sau Sopdet, lời 422 cũng khẳng định rằng Sopdet là người dẫn đường của Sahu và linh hồn các vị vua, và lời 266 mô tả Sahu "là một ngôi sao chiếu sáng bầu trời", do đó có thể thấy Sah là một ngôi sao đơn lẻ chứ không phải chòm sao. Một số học giả cho rằng, ngôi sao mà Sahu đại diện chính là sao Lão Nhân, ngôi sao sáng nhất chỉ sau Thiên Lang. Chắc chắn một điều, đã có sự chuyển đổi hiện thân của Sah-Osiris từ Lão Nhân sang Lạp Hộ giữa thời kỳ cuối Cổ–đầu Trung Vương quốc, có lẽ là do sự chồng chéo thần thoại giữa hai cha con Osiris và Horus (vì Horus là hiện thân đầu tiên của chòm Lạp Hộ).
Cũng trên các văn tự, Sahu được gọi là Cha của các vị thần trong lời 408. Vị vua băng hà được miêu tả là "Bay về trời dưới danh xưng là Người trú mình trong Sahu" (lời 186) và "Người sẽ vươn tới trời cao như Sahu, và linh hồn của Người sẽ trở nên quyền năng như Sopdet" (lời 723). Trong các bản điếu văn thời kỳ Tân Vương quốc, Sahu là người đang chèo thuyền lênh đênh trên bầu trời, được bao quanh bởi các ngôi sao.